# Journée nationale contre le féminicide
La journée nationale contre le féminicide (Día Nacional contre el Femicidio en espagnol) est une journée nationale commémorée le 19 décembre au Chili. La date est choisie en hommage à Javiera Neira Oportus, assassinée par son père le 19 décembre 2005 à l'âge de 6 ans.

## Historique et contexte
La date du 19 décembre est commémorée par les associations féministes depuis 2006 au Chili, en hommage à Javiera Neira Oportus,. Le 19 décembre 2005, lors d'un séjour de Javiera Neira Oportus, 6 ans, chez son père biologique Alfredo Cabrera Opazo, ce dernier refuse de la rendre à sa mère Claudia Neira Oportus,. Cette dernière avait mis fin à leur relation quelque temps auparavant, et avait été victime de violences physiques et verbales de sa part, raison pour laquelle Alfredo Cabrera Opazo avait interdiction de l'approcher ; le tribunal avait cependant maintenu des droits de garde du père sur sa fille. Lorsque Claudia Neira Oportus vient chercher sa fille, Alfredo Cabrera Opazo l'agresse, et alors que Javiera Neira Oportus tente de s'interposer entre ses parents, son père la défenestre depuis le septième étage. Son assassinat est considéré comme une « punition féminicide » : celui-ci a lieu lorsqu'un homme, dans le but de nuire à une femme, tue un de ses êtres chers.
Cette date permet de réitérer l'engagement pour dénoncer les féminicides, demander justice avec les peines maximales, et la célérité de la police pour enquêter sur ces crimes.
En 2019, le Réseau chilien contre la violence faite aux femmes (Red Chilena contra la Violencia hacia las Mujeres) indique que les féminicides font plus 50 victimes par an dans le pays (59 en 2018, 61 jusqu’au 19 décembre 2019). De son côté, le ministère chilien de la Femme et de l'Égalité de genre enregistre 42 féminicides et 121 tentatives de féminicides en 2018, contre 44 féminicides et 102 tentatives de féminicides jusqu'au 19 décembre 2019.

## Reconnaissance légale
En 2018, Claudia Neira et l'organisation Coordinadora 19 de diciembre (coordination 19 décembre) commence une campagne pour reconnaître la journée du 19 décembre au niveau national.
En 2019, la Chambre des députés chilienne vote le projet de loi (présentée par plusieurs députées, ayant travaillé pour l'occasion avec différentes organisations sociales) instaurant le 19 décembre comme journée nationale contre le féminicide (Día Nacional contre el Femicidio), afin de rendre hommage aux nombreuses victimes. Le projet de loi cherche à « visibiliser ce crime comme la forme la plus extrême de violence contre les femmes, ainsi que rendre hommage à la mémoire des victimes de féminicides, en reconnaissant également la contribution du mouvement féministe à l’éradication de la violence faite aux femmes ». Le projet de loi est ensuite transmis au Sénat, qui approuve l'initiative à l'unanimité en octobre 2020,.
En 2020, différentes femmes politiques de gauche, candidates aux élections gouvernorales et aux élections constituantes, participent à une action de commémoration lors de laquelle sont dessinées les silhouettes de victimes de féminicides dans la commune de Las Condes. En 2021, la journée de commémoration coïncide avec le deuxième tour des élections présidentielles, et plusieurs femmes politiques de gauche invitent à voter pour le candidat de la coalition de gauche Gabriel Boric (qui affronte le candidat d'extrême-droite José Antonio Kast), seul à même de continuer à lutter pour l'égalité des genres et contre les violences faites aux femmes. L'artiste mexicaine Vivir Quintana participe aux commémorations de l'année 2022.